# Anthomastus grandiflorus
Anthomastus grandiflorus är en korallart som beskrevs av Addison Emery Verrill 1878. Anthomastus grandiflorus ingår i släktet Anthomastus och familjen läderkoraller. Inga underarter finns listade i Catalogue of Life.